# 久保寺雄二
久保寺 雄二（くぼでら ゆうじ、1958年7月18日 - 1985年1月4日）は、静岡県三島市出身のプロ野球選手（内野手、外野手）。

## 来歴・人物
三島北中学校出身。卒業後の高校については決めていなかったが、野球部監督に「お前の進学先は俺に任せろ」と言われ、そのまま静岡県立静岡商業高等学校への入学が決定した。静岡商業高校では入学後すぐに遊撃手のレギュラーとなり、1974年の夏の甲子園に出場。3年生エース高橋三千丈の好投もあり準々決勝に進むが、前橋工の向田佳元に完封を喫し0-1で惜敗。翌1975年は中学時代にライバル校の選手だった大石大二郎と3、4番の打順、守備では三遊間のコンビを組み春の選抜に出場する。この大会も準々決勝に進出するが、報徳学園に3-4で敗退となった。同年夏は静岡大会準々決勝で静岡学園に敗れ、甲子園にはあと一歩届かなかった。最後の夏となった1976年、チームは順当に実力をつけており、県大会では甲子園行きの本命との呼び声が高かった。しかし、野球部関係者で一学年上の先輩が1月末に他校の生徒と喧嘩をしていたことが4月に発覚し、事態を重く見た学校の意向で県大会の出場辞退を余儀なくされてしまう。勝敗とは関係ないところで甲子園への道が断たれた久保寺は、仲間たちと大会期間中に傷心旅行として北海道へ出掛けている。
1976年に南海ホークスからドラフトで2位指名を受け入団する。背番号は幼少の頃憧れた長嶋茂雄のゾロ目の「33」。1978年に一軍に定着、二塁手、遊撃手、外野手をこなしユーティリティプレイヤーとして活躍、1980年に初めて規定打席（17位、打率.292）に到達し、リーグ最多の29二塁打を記録した。1982年オフには藤原満が突然引退、1983年はその後継として三塁手に回る。1984年からは藤原がコーチ1年目も引き続き付けていた背番号7を受け継ぎ、細身な身体で三塁手としてしばしば美技を見せた。同年は定岡智秋が5月に故障で欠場となり、その後は遊撃手としても起用された。
プロ9年目のシーズンを迎えようとした矢先の1985年、実家に帰省していた折りの1月2日、風邪の悪化により38度を超える高熱を発したため母校・静岡商高のOB会を欠席する。翌1月3日午後には一旦平熱に下がり、パチンコ店へ外出するなど体調回復をみせていた。だが同年1月4日未明の就寝中に突然もがき苦しみ、２回大きく息をした後に舌がもつれるようになり、全身が痙攣。救急車で近隣の病院に搬送されたが、急性心不全により26歳で急死した。
戒名は「觀譽盛鷹雄俊信士」（かんよせいおうゆうしゅんしんし）。葬儀では近鉄の大石が友人を代表し、号泣しながら弔辞を述べた。入団当時の二軍監督でもあった南海の穴吹義雄監督は、特に残念がり「今年のキーマンと考えていたのに…痛すぎる」「まだ力の半分も出していなかったのに、天国へ行ってしまった…」と嘆き、惜しんだ。南海では3年後輩の香川伸行は、久保寺のことを「人がダメな時に、意外なことをする選手。」と評していた。
ホークスファンでもある漫画家の水島新司もその死を悼み、連載中であった漫画「あぶさん」に主人公の景浦安武とのエピソードを執筆した（単行本第32巻第五章「悲しみを乗り越えて」より）。

## 詳細情報

### 年度別打撃成績
| 年 度     | 球 団     | 試 合 | 打 席 | 打 数 | 得 点 | 安 打 | 二 塁 打 | 三 塁 打 | 本 塁 打 | 塁 打 | 打 点 | 盗 塁 | 盗 塁 死 | 犠 打 | 犠 飛 | 四 球 | 敬 遠 | 死 球 | 三 振 | 併 殺 打 | 打 率 | 出 塁 率 | 長 打 率 | O P S |
| --------- | --------- | ----- | ----- | ----- | ----- | ----- | -------- | -------- | -------- | ----- | ----- | ----- | -------- | ----- | ----- | ----- | ----- | ----- | ----- | -------- | ----- | -------- | -------- | ----- |
| 1977      | 南海      | 11    | 2     | 2     | 1     | 1     | 1        | 0        | 0        | 2     | 0     | 0     | 0        | 0     | 0     | 0     | 0     | 0     | 0     | 0        | .500  | .500     | 1.000    | 1.500 |
| 1978      | 南海      | 104   | 329   | 299   | 22    | 61    | 8        | 3        | 6        | 93    | 20    | 7     | 6        | 10    | 2     | 18    | 0     | 0     | 37    | 1        | .204  | .248     | .311     | .559  |
| 1979      | 南海      | 81    | 223   | 208   | 25    | 50    | 6        | 1        | 1        | 61    | 15    | 4     | 5        | 3     | 2     | 10    | 0     | 0     | 26    | 1        | .240  | .273     | .293     | .566  |
| 1980      | 南海      | 118   | 406   | 373   | 48    | 109   | 29       | 5        | 4        | 160   | 32    | 11    | 3        | 9     | 3     | 20    | 0     | 1     | 53    | 4        | .292  | .327     | .429     | .756  |
| 1981      | 南海      | 109   | 341   | 316   | 34    | 78    | 10       | 2        | 9        | 119   | 47    | 5     | 1        | 2     | 2     | 20    | 1     | 1     | 45    | 15       | .247  | .292     | .377     | .669  |
| 1982      | 南海      | 112   | 406   | 364   | 31    | 96    | 18       | 2        | 4        | 130   | 31    | 5     | 3        | 8     | 5     | 28    | 6     | 1     | 63    | 13       | .264  | .314     | .357     | .671  |
| 1983      | 南海      | 123   | 459   | 422   | 58    | 111   | 14       | 2        | 11       | 162   | 45    | 13    | 10       | 9     | 3     | 23    | 0     | 2     | 49    | 11       | .263  | .302     | .384     | .686  |
| 1984      | 南海      | 112   | 376   | 353   | 46    | 96    | 16       | 3        | 9        | 145   | 49    | 7     | 4        | 6     | 2     | 14    | 2     | 1     | 39    | 11       | .272  | .300     | .411     | .711  |
| 通算：8年 | 通算：8年 | 770   | 2542  | 2337  | 265   | 602   | 102      | 18       | 44       | 872   | 239   | 52    | 32       | 47    | 19    | 133   | 9     | 6     | 312   | 56       | .258  | .297     | .373     | .670  |

- 各年度の太字はリーグ最高

### 記録
- 初出場・初先発出場：1977年6月3日、対阪急ブレーブス前期9回戦（阪急西宮球場）、6番・左翼手として先発出場（偵察要員、1回裏に片平晋作と交代）
- 初打席・初安打：1977年6月5日、対阪急ブレーブス前期11回戦（阪急西宮球場）、9回表に野村克也の代打で出場、山口高志から二塁打
- 初本塁打・初打点：1978年4月3日、対阪急ブレーブス前期3回戦（阪急西宮球場）、3回表に白石静生からソロ

### 背番号
- 33 （1977年 - 1983年）
- 7 （1984年）